# 武田賞
武田賞（たけだしょう）は、一般財団法人武田計測先端知財団が、工学知の創造とその活用に対して授与していた顕彰制度である。
武田計測先端知財団は、タケダ理研工業（現在はアドバンテスト）創業者である武田郁夫によって、ノーベル賞100周年にあたる2001年に設立されたが、2003年以降、財源の問題で顕彰を休止し、2023年1月31日には財団が解散した。

## 受賞者

### 情報・電子系応用分野
- 2001年 - 坂村健、リチャード・M・ストールマン、リーナス・トーバルズ
- 2002年 - 赤﨑勇、天野浩、中村修二

### 生命系応用分野
- 2001年 - マイケル・W・ハンカピラー、クレイグ・ヴェンター
- 2002年 - パトリック・O・ブラウン、スティーブン・P・A・フォダー

### 環境系応用分野
- 2001年 - フリードリヒ・シュミット・ブレーク、エルンスト・U・フォン・ワイツゼッカー
- 2002年 - チャールズ・エラチ、畚野信義、岡本謙一